# سایکومار (بازیگر)
سایکومار (انگلیسی: Saikumar؛ زادهٔ ۱۴ آوریل ۱۹۶۳) هنرپیشه اهل هند است. وی از سال ۱۹۷۷ میلادی تاکنون مشغول فعالیت بوده‌است.
وی برندهٔ جوایزی همچون جایزه فیلم‌فیر جنوب شده‌است.

## فیلم‌شناسی
- اسکندر
- کابوی
- ترافیک
- مثبت
- زمان
- حقیقت
- روزنامه‌نگار
- آقای تقلب
- پادشاه و کمیسر
- طول عمر
- کمیاب
- بابای باحال